# HV Iason
Iason was een Nederlandse handbalvereniging uit Valkenburg (provincie Limburg). 

## Geschiedenis
De club werd op 20 augustus 1954 opgericht als sportclub in het kleine dorpje Houthem bij Valkenburg. Bij de oprichting van de handbalclub werd de naam van de gelijknamige voetbalvereniging overgenomen. In het begin werd er alleen 11-handbal op veld beoefend, later, rond 1965, ging men bij IASON 7-handbal beoefenen.
Gedurende het bestaan van de club wist het damesteam op hoog niveau te spelen. In 1981 speelde het eerste damesteam in de eerste divisie door te promoveren uit de tweede divisie. Enkele jaren later, in 1987, promoveerde hetzelfde team naar de eredivisie. Iason zou dan maar één seizoen uitkomen op het hoogste niveau handbal in Nederland. De club werd in de eredivisie voorlaatste en degradeerde weer naar de eerste divisie, waarin het langere tijd zou uitkomen. Als eerste divisionist wist de damesploeg in 1990 de finale te bereiken van de nationale beker door in de halve finale Niloc te verslaan. De finalewedstrijd in Nieuwegein tegen PSV werd met 16 - 11 verloren.
Tot 2001 speelde het eerste team in de eerste divisie. Voor de aanvang van het betreffende seizoen, werd besloten om het team terugtrekken uit de competitie wegens gebrek aan voldoende speelsters.
Op 27 juni 2016 fuseerde Iason met Marsna en gingen samen verder onder de naam Marsna IASON Combinatie (MIC).